# Alejandro Coello Calvo
Alejandro Cuello (n. León, España, el 25 de julio de 1989) es un percusionista, compositor y productor español. Con tan solo 23 años de edad obtiene un puesto como profesor de percusión en la Escuela Superior de Música Franz Liszt Weimar, Alemania (En alemán: Hochschule für Musik Franz Liszt Weimar). Durante el curso 2017-2018 trabajó como profesor de percusión en el Conservatorio Superior de Música de Castilla y León.

## Biografía
Hijo único del compositor Emilio Coello Cabrera y de la flautista María Luisa Calvo Rodríguez, Alejandro creció en un ambiente musical. Su abuelo materno Don Luis Calvo Rey, fue director de la banda municipal de música de Astorga.
A la edad de 5 años tomó sus primeras clases de música y movimiento en la escuela municipal de música y danza de Alcobendas. Posteriormente comenzó sus estudios de contrabajo en el Conservatorio Profesional de Música de Salamanca. Dos años más tarde decidió cambiar su rumbo abandonando el contrabajo para comenzar percusión con el profesor Alejandro Sancho Pérez. Paralelo a esto, realizó el grado profesional en la especialidad de clave con el profesor Alfonso Sebastián Alegre. 
A los 16 años, es admitido en el Conservatorio Superior de Música de Salamanca donde cursó tres de los cuatro años con el profesor Tomás Martín López, además de recibir clases de música de cámara con el profesor Alberto Rosado Carabías. En esta etapa le conceden la beca de Aprovechamiento Académico Excelente por tres años consecutivos. 
A finales de 2008, obtiene la beca del Programa Erasmus periodo 2009-2010 para realizar un intercambio en Weimar, Alemania, con el distinguido percusionista Markus Leoson en la Escuela Superior de Música Franz Liszt Weimar. Tras finalizar ese ciclo, Coello regresa a Salamanca para presentarse a sus exámenes finales, donde logra calificaciones de Matrícula de honor y el Premio Extraordinario de Fin de Carrera. Semanas después, es invitado de nuevo por el profesor Leoson para acudir a las audiciones del Konzertexamen (es el posgrado más importante que se puede obtener en las instituciones de música en Alemania), lo que aseguró su regreso y estancia en Weimar por los siguientes dos años. En este periodo consigue la beca Charlotte-Krupp Stipendium dos veces consecutivas. 
En 2012-2013 se dedicó a estudiar y prepararse las pruebas de acceso para conseguir en el verano de 2013, con tan solo 23 años de edad, el puesto de profesor de percusión solista en la misma institución que le abriría las puertas como un estudiante del Programa Erasmus.

## Percusionista
Como Percusionista, Alejandro Coello ha colaborado en numerosas agrupaciones. Sus comienzos fueron la "Joven Orquesta Ciudad de Salamanca", "Joven Orquesta Sinfónica de Castilla y Léon" y la "Big Band" de la Universidad de Salamanca. Más tarde colaboró con ensambles más pequeños como el "Plural Ensemble", "Smash Ensemble", "Orquesta Filarmónica de Cámara de Madrid" y "Orquesta Ibérica de León" (Con la que estrenó, como solista, el Concierto para Guitarra, Marimba y Orquesta de Flores Chaviano). En este tiempo Alejandro Coello dirigió, con tan solo 16 años, la orquesta "Per Músicam" en la antigua catedral de Madrid (Colegiata de San Isidro). A su vez formó con su gran amigo y saxofonista, Xabier Casal Ares, el Dúo "Perc Àir" con el cual llegaron a tocar en el Festival Internacional de Santander.
Una vez en Weimar dio inicio a nuevos proyectos tanto en España como en Alemania. Formó con su compañero búlgaro Tomi Ananiev Emilov el dúo de percusión "MixStick" con el que en el año 2011 ganaron el primer premio (en inglés: First and golden prize) en el Festival y Concurso Internacional de Percusión de Shanghái en la categoría de música de cámara. Actualmente siguen ofreciendo conciertos en Alemania, España, Bulgaria, etc. A su vez comienza a formar parte del "Ensemble Iberoamericano" dirigido por Joan Pagès.
Participó en el ensamble "Youth Percussion Pool" dirigido por Tatiana Koleva con el que en 2013 ganaron el premio a "Ensamble del año" en Bulgaria y con el que estrenaron el Concierto para Vibráfono y Marimba de Emmanuel Séjourné. 
En 2014 ofreció un concierto con la Filarmónica de la ciudad de Hangzhou en China.
En noviembre de 2015, fue profesor invitado del Youth Percussion Ensemble de la Asociación de Percusión de Shanghái en China. 
Alejandro ha participado en cursos con Nebojsa Jovan Zivkovic, Bogdan Bacanu, Miguel Bernat, Raul Benavent, Rafael Mas, Emmanuel Séjourné, Paco Díaz, Emilio Díaz, Julio Barreto, Rafael Savón, Carlos Llacer, Arturo Serra y Markus Leoson, y ha sido dirigido por Lutz Köller, Zolt Nagy, Jean Paul Dessy, José Manuel López López, Fabian Panisello, Rubén Jimeno, Ignacio Vidal, Nicolas Pasquet y Christian Thielemann entre otros. 
En agosto de 2016, Alejandro participó como intérprete y jurado en el Festival de Taiyuan, en China. 
En octubre de 2016, tocó en el Palacio de Weimar (Stadtschloss Weimar), Alemania, con su grupo musical Art Government Percussions. 
En el año 2017 tocó para la organización Fondo Mundial para la Naturaleza (por sus siglas en inglés WWF) y para la Fundación de Shenzhen, en China, donde compartió escenario con el renombrado pianista Lang Lang.

## Compositor y arreglista
Alejandro escribe música para distintas formaciones y estilos que van desde lo instrumental a lo electrónico haciendo énfasis especialmente en la música para películas u otros medios audiovisuales.
Entre sus obras para percusión destacan: "Concertrate" para marimba solo, "Percversions" para vibráfono y percusión adicional, "Malpaíses" para guitarra y marimba (escrita para su gran amigo y reconocido guitarrista Ricardo Gallén). Por otra parte, fueron encargados por el Ensamble Vocal Contemporáneo de Tenerife, dirigido por el maestro Antonio Abreu Lechado, dos arreglos para coro mixto, dos adaptaciones que han recibido muy buena respuesta por parte del público. 
El 11 de enero de 2014 hizo su primer estreno en el Auditorio Nacional de España en Madrid, en donde dos de sus siete preludios para piano fueron interpretados por el pianista Tito García González.
En su faceta audiovisual ha comenzado recientemente a abrirse paso escribiendo e interpretando música para museos, proyectos en conjunto con estudiantes de máster de la universidad Bauhaus University, Weimar y varios cortometrajes. 
Su último proyecto fue la participación como compositor en un anuncio de la agencia "ACNUR" -Alto Comisionado de las Naciones Unidas para los Refugiados- (La Agencia para los refugiados, comité español) protagonizado por: Luis Tosar, Anne Igartiburu y Melanie Olivares. Este anuncio fue emitido en el canal español Telecinco, y a través de internet. 
Actualmente trabaja en proyectos cinematográficos con el joven director ruso Arthur Keir.

## Grabaciones
Entre sus más recientes grabaciones se encuentran: 
Percussion Theory. Primer álbum discográfico de Alejandro Coello con obras originales y con la participación de Simon Phillips, Diego Barber, Xabier Casal y Art Government Percussions (Sunnyside Records, NYC. Fecha de lanzamiento: 5 de abril de 2019).
One minute later con el cuarteto de jazz dirigido por el polifacético guitarrista de jazz Diego Barber junto a Eric Harland y Ben Williams en Avatar Studios, NYC. (Sunnyside Records). 
Estampas latinas con el reconocido guitarrista clásico Ricardo Gallén y el Ensemble Iberoamericano.
Winnipeg. "Música y exilio" por Ensemble Iberoamericano (sello discográfico Genuin). 
Beatus PALAFOX. "Polifonía del Siglo XVII Entre Dos Mundos" interpretado por la Camerata Lacunensis, Capilla Nivariense, y Cantoría San Miguel de las Victorias. 
Grabaciones para la radio MDR Fígaro alemana.
Actualmente trabaja en la edición de su segundo material discográfico con composiciones propias y con la colaboración de percusionistas de renombre internacionales.

## Vida personal
Alejandro Coello Calvo reside en Weimar (Alemania) donde imparte clases en la Hochschule Für Musik Franz Liszt y en el Musikgymnasium Schloss Belvedere. 
Fuera de esto, ha impartido cursos de percusión en países como España, México, China, Alemania y ofrecido conciertos tanto solistas como con otras agrupaciones camerísticas, todo esto, combinado con su labor compositiva. 
Está casado con la cantante mexicana Liliana Cortez Burciaga.